# Trifluoronitrometan
Trifluoronitrometan, F
3C−NO
2 – organiczny związek chemiczny, gaz o silnym działaniu toksycznym. Wdychanie wywołuje silny kaszel i często prowadzi do śmierci. Jest stosowany w syntezie organicznej.